# Cërrik
Cërrik ([t͡sərik]; bepaalde vorm: Cërriku) is een stad (Albanees: bashki) in Centraal-Albanië. De stad telt 27.500 inwoners (2011) en maakt deel uit van de Elbasan-prefectuur.

## Ligging
Cërrik ligt in een dal dat door de rivier de Shkumbin, die ten noorden van de stad stroomt, werd gevormd. In het noordoosten vormt dit dal een door bergen omringde vlakte waarin de oude stad Elbasan ligt. In het zuiden strekt het dal zich uit tot de bedding van de Devoll. In het dal wordt aan akkerbouw gedaan. De bergen rond het dal zijn slechts voor een deel ontgonnen.

### Bestuurlijke indeling
Administratieve componenten (njësitë administrative përbërëse) na de gemeentelijke herinrichting van 2015 (inwoners tijdens de census 2011 tussen haakjes):
Cërrik (6695) • Gostimë (8116) • Klos (3262) • Mollas (5530) • Shalës (3842).
De stad wordt verder ingedeeld in 29 plaatsen: Banjë, Çartalloz, Cërrik, Dasar, Dragot, Floq, Gjyral, Gostimë, Kamuna, Klos, Kodras, Kurtalli, Liçaj, Linas, Lumas, Malasej, Mollas, Qafë, Qyrkan, Selitë, Selvias, Shalës, Shtepanj, Shtermen, Shushicë, Topojan, Trunç, Xherie, Xibrakë.

## Geschiedenis
Tot ver in de twintigste eeuw was Cërrik een klein, landelijk dorp. Na de Tweede Wereldoorlog besloten de communisten onder leiding van Enver Hoxha er een industriestad te stichten. Het centrum is volgens die plannen opgebouwd en heeft een recht stratenpatroon met een centraal plein. Buiten het centrum werd een grote olieraffinaderij gebouwd, waaromheen ook bewoning ontstond. Na de val van het communisme liep de werkgelegenheid echter sterk terug en ontstond er werkloosheid.

## Economie
De economie van Cërrik leunde sinds de stichting van de stad sterk op de aanwezige industrie. Cërrik had zijn raffinaderij en in de omgeving waren grote staalfabrieken. Toen deze industrieën na de val van het communisme verdwenen of verkleinden, werden veel inwoners van Cërrik werkloos. De grote olieraffinaderij staat nog overeind maar wordt niet meer gebruikt. Het complex zou ook in een slechte staat van onderhoud verkeren. Hiertegenover staat wel dat er in Cërrik nieuwe, kleine bedrijfjes ontstaan, zoals overal in Albanië, en de situatie ten opzichte van die van enkele jaren geleden wel verbeterd is.

## Vervoer
Cërrik had altijd een goede bereikbaarheid, maar dit is de laatste jaren verminderd. Zo liep de hoofdweg naar Gramsh oorspronkelijk door Cërrik, maar is die tegenwoordig naar het oosten verlegd. De hoofdweg naar Elbasan loopt langs de andere oever van de Shkumbin, maar er bestaat een verharde weg van Cërrik naar Elbasan die langs de heuvels slingert en bij Elbasan de Shkumbin overbrugt. Cërrik heeft geen spoorwegstation.

## Sport
Voetbalclub KS Turbina Cërrik speelt in de Kategoria e Dytë, Albaniës derde nationale klasse.